# Тулучинское сельское поселение
Тулучи́нское се́льское поселе́ние — муниципальное образование в Ванинском районе Хабаровского края России. 
Административный центр — посёлок Тулучи.

## Население
| 2010 | 2011 | 2012 | 2013 | 2014 | 2015 | 2016 |
| ---- | ---- | ---- | ---- | ---- | ---- | ---- |
| 726  | ↘720 | ↘688 | ↘659 | ↘649 | ↘642 | ↘627 |
| 2017 | 2018 | 2019 | 2020 | 2021 |      |      |
| ↘623 | →623 | ↘589 | ↘562 | ↘514 |      |      |

## Населённые пункты
В состав поселения входят 3 населённых пункта:
| № | Населённый пункт   | Тип             | Население |
| - | ------------------ | --------------- | --------- |
| 1 | Акур               | посёлок станции | ↘20       |
| 2 | Акурский совхоз 38 | посёлок         | ↘0        |
| 3 | Тулучи             | посёлок         | ↘494      |